# Abbaye Saint-Nicolas d'Angers
Pour les articles homonymes, voir Abbaye Saint-Nicolas et Saint-Nicolas.
L'abbaye Saint-Nicolas était une abbaye fondée vers 1021 par Foulques Nerra à Angers, ville de l'actuel département français de Maine-et-Loire en région des Pays de la Loire. Elle accueille maintenant la maison-mère de la congrégation de Notre-Dame de Charité du Bon-Pasteur (dite des Sœurs du Bon-Pasteur) fondée par sainte Marie Euphrasie Pelletier à Angers en 1835.

## Histoire

### Fondation
L'abbaye Saint-Nicolas fut érigée sur les ordres du comte d'Anjou, Foulques Nerra. L'église, construite en premier lieu, a été consacrée le 1er décembre 1020 en étant dédiée à saint Nicolas. S'ensuit la construction du monastère, dont la fondation, c'est-à-dire l'installation des moines, suit de peu : entre le 3 mai 1021 et le 2 mai 1022. Une nouvelle église est construite à la fin du même siècle, qui est consacrée par le pape Urbain II le 10 février 1096,.
On retrouve des assises en schiste au niveau de la rue Ambroise-Paré qui ont pu appartenir à cet édifice ecclésiastique.

### Évolution du statut durant la période d'activité
Vendu comme bien national à la Révolution, cet ensemble abrita successivement une caserne, un hôpital et un asile, et maintenant une maison de retraite qui occupe le palais abbatial et un ensemble de bâtiments des XIXe et XXe siècles.
En 2009, elle est en partie restructurée pour recevoir des émissaires du monde entier pour apprendre la langue française.
L'ensemble de l’abbaye fait l'objet d'une série de protections : l'ensemble composé de la grande façade sud de l’abbaye (datant du XVIIIe siècle) et la toiture le surmontant, ainsi que du grand escalier, fait l’objet d’un classement au titre des monuments historiques depuis le 6 septembre 1955.
L'ensemble incluant la chapelle (ancien réfectoire), les dégagements des premier et deuxième étages, les vestiges du cloître et la salle voutée de l’ancienne abbaye font l’objet d’une inscription au titre des monuments historiques depuis le 6 septembre 1955.
La tour des cloches, pour ses façades et toitures, l'ancien magasin conventuel, pour ses façades et toitures et l'escalier à vis dans ce bâtiment, font l’objet d’une inscription au titre des monuments historiques depuis le 13 mai 1961.
Enfin, le logis abbatial Saint-Nicolas fait l’objet d’une inscription au titre des monuments historiques depuis le 28 août 1995.

## Prieurés
L'influence de l'abbaye s'étend sur les prieurés où elle envoie ses religieux et recueille les revenus :
- Prieuré de Spalding (en) dans le Lincolnshire, en Angleterre, fondé en 1074.
- Prieuré de Kirby (en) dans le Warwickshire, en Angleterre : connu aussi sous le nom de Kirkbury, fondé en 1077, par Geoffrey de La Guerche, qui avait obtenu des terres dans la région en récompense de son soutien à Guillaume II de Normandie[4]. Il a accordé une partie de sa terre et de sa dîme, avec l'église de Kirkbury et deux prêtres, pour établir une cellule ou un prieuré de moines bénédictins soumis à l'abbaye de Saint-Nicolas. Le prieuré a été temporairement annexé à la chartreuse d'Axholme en 1396, puis restauré à Angers en 1399. Ce qui entraîne des procès pendant vingt ans. En 1414, le roi Henri V le concéda de nouveau à Axholme [5].